# Conférence d'Annapolis
Pour les articles homonymes, voir Convention d'Annapolis.

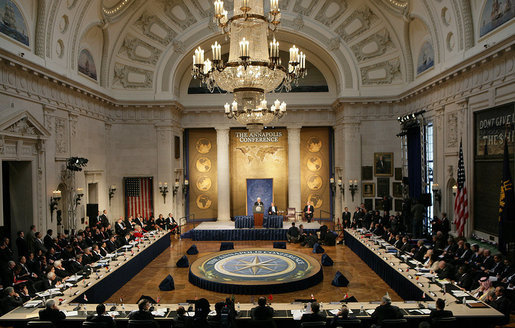
Mahmoud Abbas

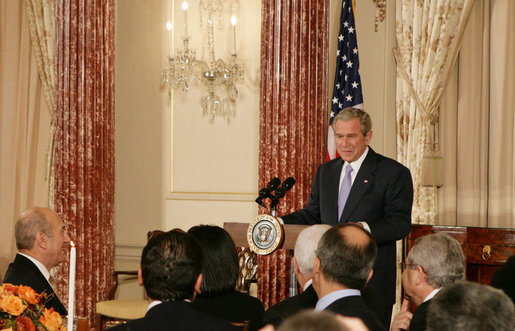
George W. Bush

La conférence d'Annapolis est une conférence diplomatique pour la paix au Moyen-Orient qui s'est tenue aux États-Unis le 27 novembre 2007, à l'Académie navale d'Annapolis, dans le Maryland.
Cette conférence officialise pour la première fois la « solution à deux États » pour résoudre le conflit israélo-palestinien. La solution est inscrite à l'ordre du jour et acceptée par les deux parties,.
La conférence s'est terminée par la publication d'une déclaration conjointe de toutes les parties.